# Bren
Pour le fusil-mitrailleur britannique, voir Bren (arme).
Bren est une commune française située dans le département de la Drôme, en région Auvergne-Rhône-Alpes.
Ses habitants sont dénommés les Brennois.

## Géographie

### Situation et description
Bren est située à 4 km de Saint-Donat-sur-l'Herbasse et 14 km de Romans-sur-Isère, dans la région du département appelé « Drôme des collines ».

### Relief et géologie
Plaine vallonnée.
Sites particuliers :
- Combe des Forêts ;
- Combe Gesserine
- Combe Pelorset.

### Hydrographie
La commune est arrosée par plusieurs petits cours d'eau dont le ravin de Chênelotte.

### Climat
Pour des articles plus généraux, voir Climat d'Auvergne-Rhône-Alpes et Climat de la Drôme.
En 2010, le climat de la commune est de type climat du Bassin du Sud-Ouest, selon une étude du CNRS s'appuyant sur une série de données couvrant la période 1971-2000. En 2020, Météo-France publie une typologie des climats de la France métropolitaine dans laquelle la commune est dans une zone de transition entre le climat de montagne et le climat méditerranéen et est dans la région climatique  Moyenne vallée du Rhône, caractérisée par un bon ensoleillement en été (fraction d’insolation > 60 %), une forte amplitude thermique annuelle (4 à 20 °C), un air sec en toutes saisons, orageux en été, des vents forts (mistral), une pluviométrie élevée en automne (250 à 300 mm). 
Pour la période 1971-2000, la température annuelle moyenne est de 11,8 °C, avec une amplitude thermique annuelle de 17,7 °C. Le cumul annuel moyen de précipitations est de 939 mm, avec 7,9 jours de précipitations en janvier et 6,1 jours en juillet. Pour la période 1991-2020, la température moyenne annuelle observée sur la station météorologique de Météo-France la plus proche, sur la commune de Marsaz à 2 km à vol d'oiseau, est de 12,8 °C et le cumul annuel moyen de précipitations est de 883,4 mm,. Pour l'avenir, les paramètres climatiques de la commune estimés pour 2050 selon différents scénarios d'émission de gaz à effet de serre sont consultables sur un site dédié publié par Météo-France en novembre 2022.

### Voies de communication
Le territoire communal est traversé par la route départementale 112 (RD112).

## Urbanisme

### Typologie
Au 1er janvier 2024, Bren est catégorisée commune rurale à habitat dispersé, selon la nouvelle grille communale de densité à 7 niveaux définie par l'Insee en 2022.
Elle est située hors unité urbaine et hors attraction des villes,.

### Occupation des sols
L'occupation des sols de la commune, telle qu'elle ressort de la base de données européenne d’occupation biophysique des sols Corine Land Cover (CLC), est marquée par l'importance des territoires agricoles (76,1 % en 2018), une proportion identique à celle de 1990 (76,1 %). La répartition détaillée en 2018 est la suivante : zones agricoles hétérogènes (59,4 %), forêts (22,6 %), prairies (12,3 %), terres arables (4,5 %), milieux à végétation arbustive et/ou herbacée (1,3 %). L'évolution de l’occupation des sols de la commune et de ses infrastructures peut être observée sur les différentes représentations cartographiques du territoire : la carte de Cassini (XVIIIe siècle), la carte d'état-major (1820-1866) et les cartes ou photos aériennes de l'IGN pour la période actuelle (1950 à aujourd'hui).

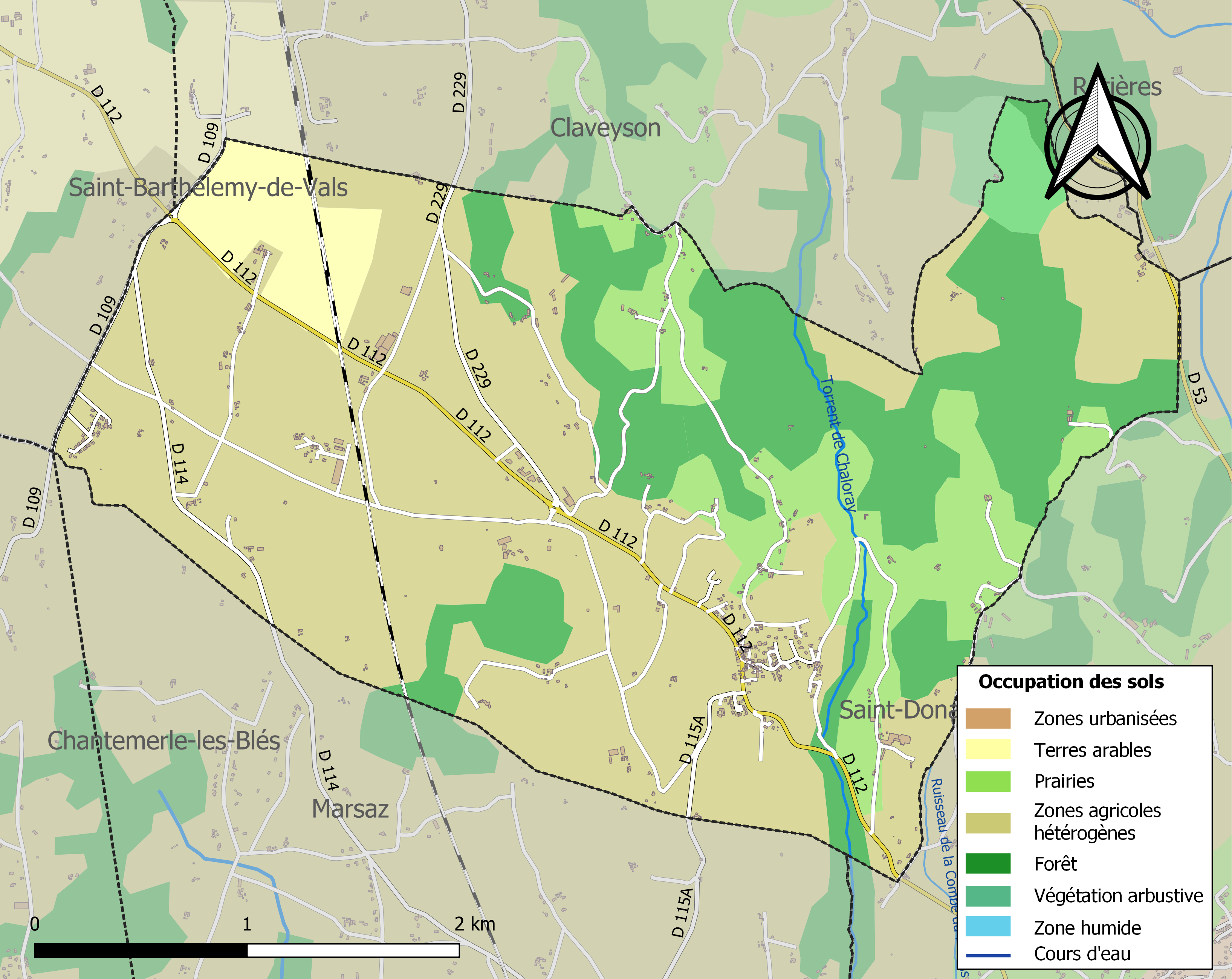
Carte des infrastructures et de l'occupation des sols de la commune en 2018 (CLC).

### Morphologie urbaine

#### Quartiers, hameaux et lieux-dits
Site Géoportail (carte IGN) : 
- Badoie
- Blache Verdenche
- Bois de la Garde
- Champ Clément
- Couriole
- Courrin
- Darnat
- Fiératte
- Fontolier
- la Piche
- la Roche
- la Souche
- les Balayses
- les Balmes
- les Boffards
- les Chapelles
- les Combettes
- les Combourioux
- les Molières
- les Morands
- les Mouilloux
- les Oches
- les Pelottes
- les Pierrelles
- les Pinets
- les Plots
- les Ramiers
- les Riches
- les Sables
- l'Essartel
- les Tailles
- les Verrières
- les Vignes
- les Zenses
- l'Eygoutau
- Nézille
- Pothin
- Poudon
- Rien

### Voies de communication et transports
La commune est desservie par les routes départementales D 53, D 112, D 114 et D 229.
La ligne LGV traverse la commune (sans arrêt).

## Toponymie

### Attestations
Dictionnaire topographique du département de la Drôme :
- 967 : villa Breno (cartulaire de Romans, 261) ;
- 1080 : mention de l'église : ecclesia de Bregno (cartulaire de Grenoble, B 55) ;
- XIVe siècle : mention de l'église : capella de Breno (cartulaire de Grenoble, B 55) ;
- 1521 : mention de l'église : ecclesia de Brens (pouillé de Vienne) ;
- 1891 : Bren, commune du canton de Saint-Donat.

### Étymologie
Plusieurs hypothèses :
- La forme latine villa Breno de 967 rappellerait en ces lieux l'existence d'une villa gallo-romaine qui aurait appartenu à un certain Bren, Brennos ou Brennus[15].
- Aux temps gallo-romains, le terme bren semble révéler en ce lieu une sorte de dépotoir ou de cloaca (cloaque)[16] « terrain marécageux, fangeux ». Bren est connu encore de nos jours pour souffrir régulièrement de coulées de boue[réf. nécessaire].

## Histoire

### Antiquité: les Gallo-romains
La toponymie laisserait supposer l'existence d'une villa gallo-romaine (voire étymologie).

### Du Moyen Âge à la Révolution
La seigneurie :
- au point de vue féodal, la terre (ou seigneurie) appartenait aux Clérieux et aux Claveyson[1] ;
- 1652 : Bren fait partie du comté de Charmes érigé pour les Coste[14] ;
- 1676 : le comté passe (par héritage) aux Bérenger du Gua[14] ;
- 1776 : il est vendu aux Chabrières[14].

XVe siècle : il y a une verrerie au hameau des Verrières.
Avant 1790, Bren était une communauté de l'élection et subdélégation de Romans et du bailliage de Saint-Marcellin.

Elle formait une paroisse du diocèse de Vienne dont l'église, dédiée à saint Laurent, et les dîmes appartenaient au collège de Tournon, représentant le prieur de Saint-Donat.

## Politique et administration

### Liste des maires
| Période    | Période                       | Identité                          | Étiquette | Qualité                           |
| ---------- | ----------------------------- | --------------------------------- | --------- | --------------------------------- |
| 21/02/1794 | 04/11/1794                    | Jacques Meyssonier                |           |                                   |
| 05/11/1794 | 21/10/1796                    | Antoine Chevrot                   |           |                                   |
| 22/10/1796 | 31/05/1798                    | Antoine Figuet                    |           |                                   |
| 01/06/1798 | 31/05/1800                    | Antoine Chevrot                   |           |                                   |
| 01/06/1800 | 31/12/1812                    | Jean François Boffard             |           |                                   |
| 01/01/1813 | 31/12/1831                    | Jean Claude Perrossier            |           |                                   |
| 01/01/1832 | 30/09/1843                    | Jean Pierre Turpin                |           |                                   |
| 01/10/1843 | Aout 1848                     | Jean Augustin Thivolle            |           |                                   |
| Aout 1848  | 31/12/1851                    | Jean Pierre Turpin                |           |                                   |
| 01/01/1852 | 31/12/1859                    | Jean Antoine Chival               |           |                                   |
| 01/01/1860 | 31/08/1870                    | Jean Antoine Chival               |           | Fils (et homonyme) du précédent   |
| 01/09/1870 | 03/06/1906                    | Jean Claude Perrossier            |           | Décédé pendant son dernier mandat |
| 03/06/1906 | 31/12/1919                    | Jean Ithier                       |           |                                   |
| 01/01/1920 | ?                             | Antoine Perrossier                |           |                                   |
| 1919       | 1925                          | ?                                 |           |                                   |
| 1925       | 1929                          | ?                                 |           |                                   |
| 1929       | 1935                          | ?                                 |           |                                   |
| 1935       | 1945                          | ?                                 |           |                                   |
| 1945       | 1947                          | ?                                 |           |                                   |
| 1947       | 1953                          | ?                                 |           |                                   |
| 1953       | 1959                          | ?                                 |           |                                   |
| 1959       | 1965                          | ?                                 |           |                                   |
| 1965       | 1971                          | ?                                 |           |                                   |
| 1971       | 1977                          | ?                                 |           |                                   |
| 1977       | 1983                          | ?                                 |           |                                   |
| 1983       | 1989                          | ?                                 |           |                                   |
| 1989       | 1995                          | ?                                 |           |                                   |
| 1995       | 2001                          | ?                                 |           |                                   |
| 2001       | 2008                          | Jean-Claude Coste                 | PS        |                                   |
| 2008       | 2014                          | Bernard Fraisse                   |           |                                   |
| 2014       | 2020                          | Serge Debrie                      |           | ouvrier                           |
| 2020       | En cours (au 12 janvier 2022) | Serge Debrie[source insuffisante] |           | maire sortant                     |

### Politique environnementale
La commune dispose d'une station d'épuration.

## Population et société

### Démographie
L'évolution du nombre d'habitants est connue à travers les recensements de la population effectués dans la commune depuis 1793. Pour les communes de moins de 10 000 habitants, une enquête de recensement portant sur toute la population est réalisée tous les cinq ans, les populations de référence des années intermédiaires étant quant à elles estimées par interpolation ou extrapolation. Pour la commune, le premier recensement exhaustif entrant dans le cadre du nouveau dispositif a été réalisé en 2007.

En 2022, la commune comptait 680 habitants, en évolution de +22,08 % par rapport à 2016 (Drôme : +2,64 %, France hors Mayotte : +2,11 %).
| 1793 | 1800 | 1806 | 1821 | 1831 | 1836 | 1841 | 1846 | 1851 |
| ---- | ---- | ---- | ---- | ---- | ---- | ---- | ---- | ---- |
| 333  | 324  | 392  | 370  | 486  | 511  | 502  | 565  | 573  |

| 1856 | 1861 | 1866 | 1872 | 1876 | 1881 | 1886 | 1891 | 1896 |
| ---- | ---- | ---- | ---- | ---- | ---- | ---- | ---- | ---- |
| 548  | 564  | 544  | 518  | 533  | 526  | 526  | 512  | 502  |

| 1901 | 1906 | 1911 | 1921 | 1926 | 1931 | 1936 | 1946 | 1954 |
| ---- | ---- | ---- | ---- | ---- | ---- | ---- | ---- | ---- |
| 478  | 432  | 444  | 408  | 387  | 356  | 340  | 308  | 310  |

| 1962 | 1968 | 1975 | 1982 | 1990 | 1999 | 2006 | 2007 | 2012 |
| ---- | ---- | ---- | ---- | ---- | ---- | ---- | ---- | ---- |
| 295  | 273  | 281  | 376  | 431  | 471  | 526  | 534  | 536  |

| 2017 | 2022 | - | - | - | - | - | - | - |
| ---- | ---- | - | - | - | - | - | - | - |
| 563  | 680  | - | - | - | - | - | - | - |

### Enseignement
La commune relève de l'académie de Grenoble.

### Manifestations culturelles et festivités
- Fête : 10 août[1].

### Médias
La population de la commune se situe dans l'aire de diffusion de plusieurs médias :
- Presse écrite
  - Le Dauphiné libéré, quotidien régional
  - L'Agriculture Drômoise, journal d'informations agricoles et rurales, couvre l'ensemble du département de la Drôme.
  - Drôme Hebdo (ancien Peuple Libre), hebdomadaire chrétien d'informations.
- Presse audio-visuelle
  - Ici Drôme Ardèche est une radio publique diffusée sur son territoire et celui du département de la Drôme.

### Cultes
La communauté catholique et l'église paroissiale (propriété de la commune) sont rattachées à la paroisse Notre Dame des Collines de l’Herbasse, elle-même relevant du diocèse de Valence.

## Économie

### Agriculture
En 1992 : céréales, vignes, vergers, bovins, caprins.

## Culture locale et patrimoine

### Lieux et monuments
- Vieux village[1].
- Église Saint-Laurent de Bren, composite[1].
- Fontaine Saint-Laurent (dite miraculeuse)[1].

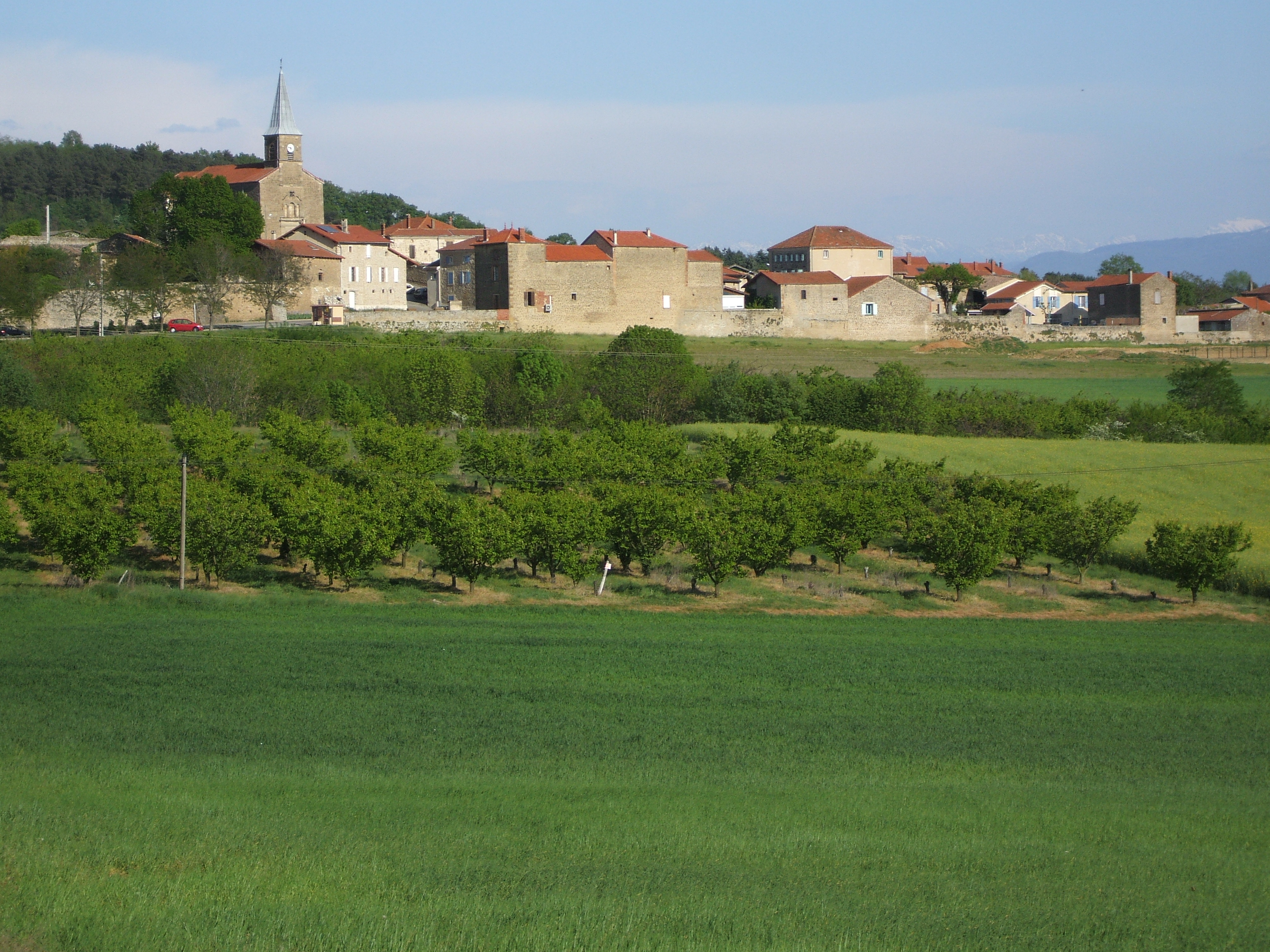
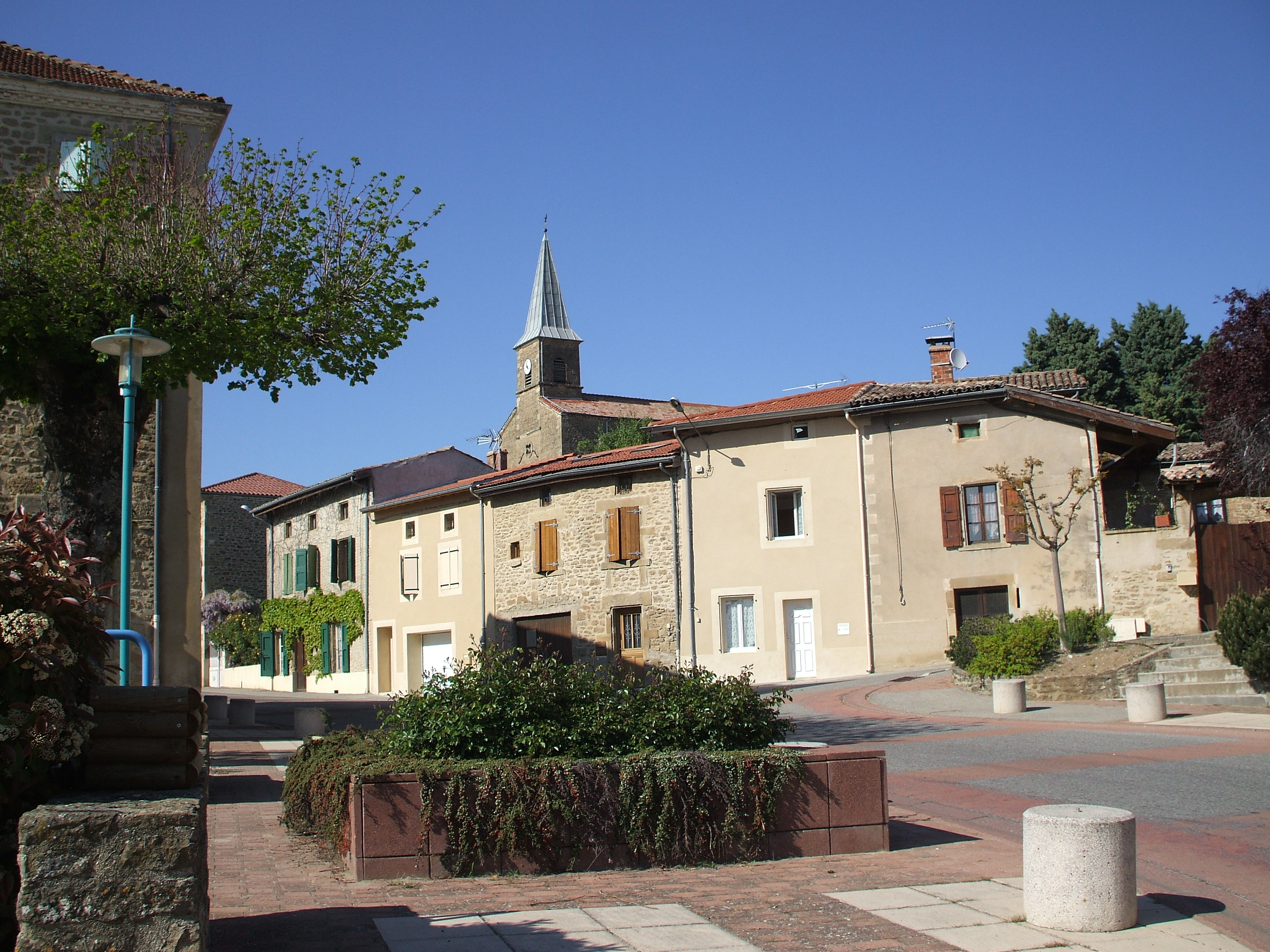
Place.
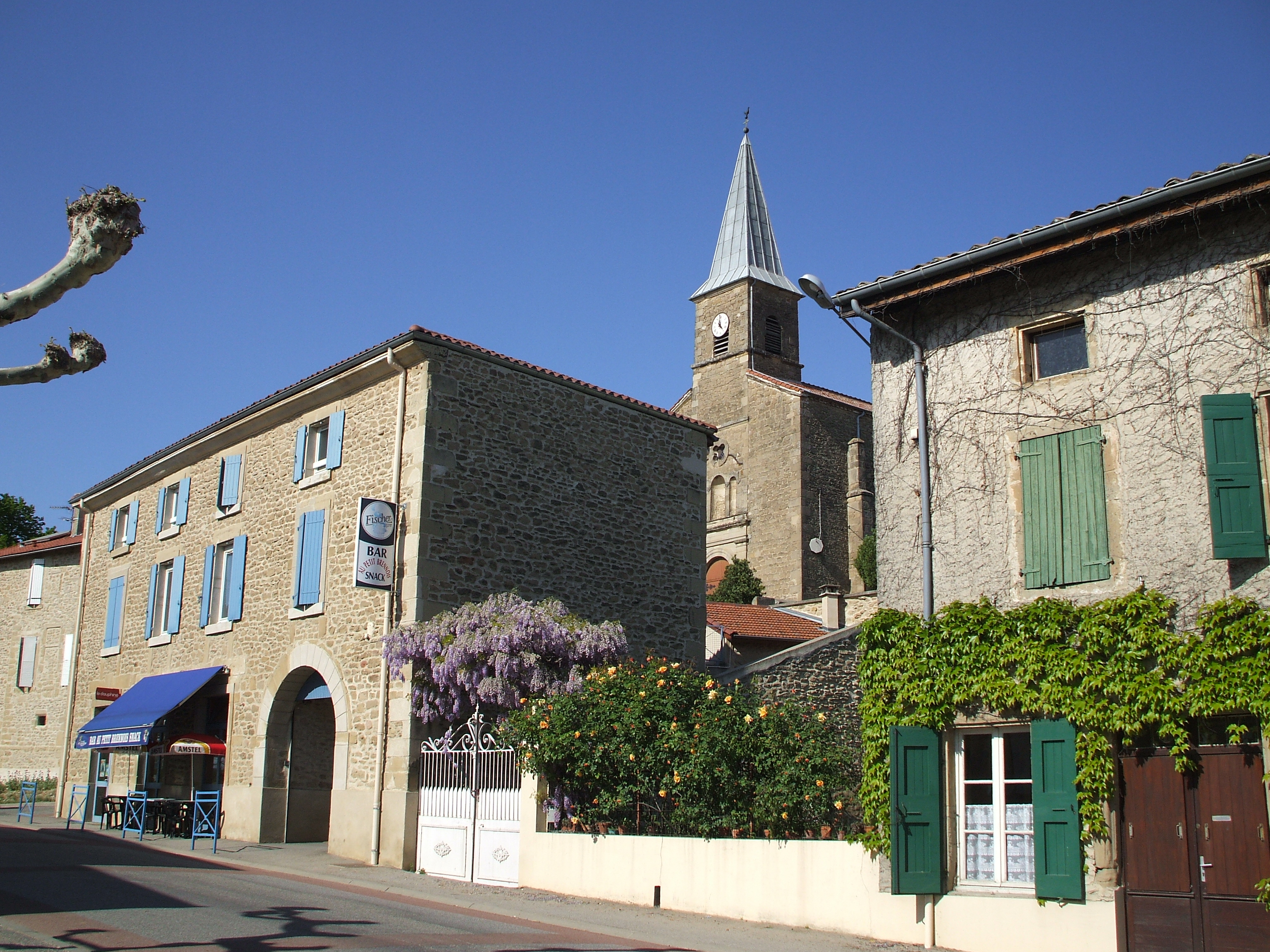
Commerce.

### Patrimoine naturel
- Plusieurs grottes[2].

### Héraldique, logotype et devise
|  | Bren possède des armoiries dont l'origine et le blasonnement exact ne sont pas disponibles. |